# Epopostruma

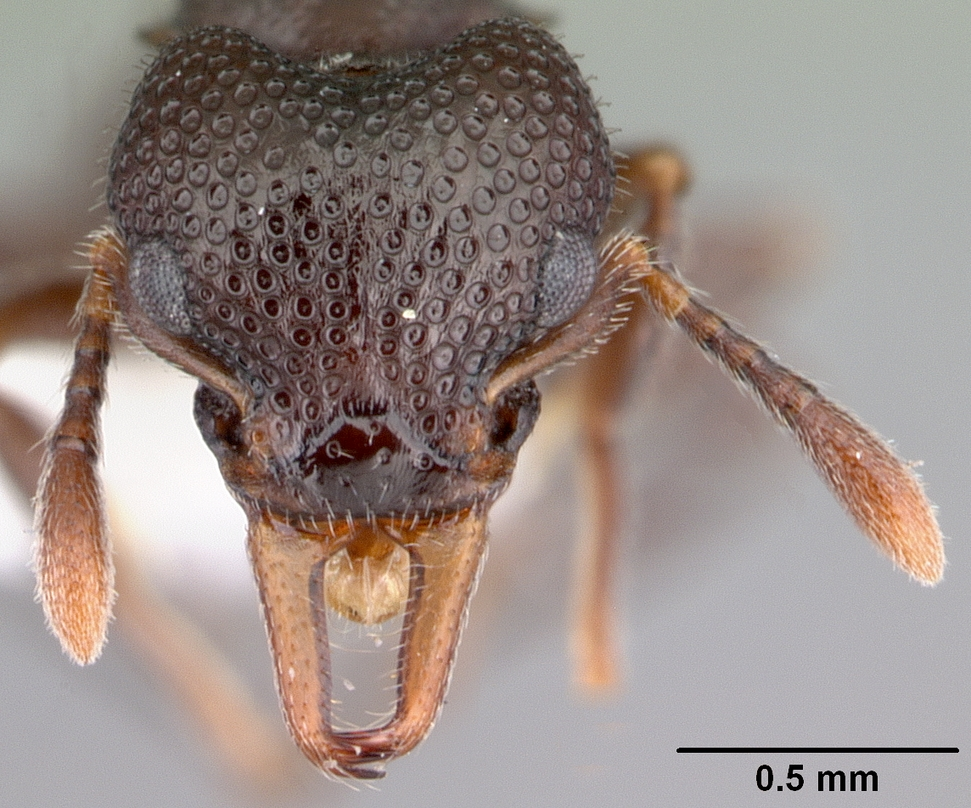
Epopostruma natalae

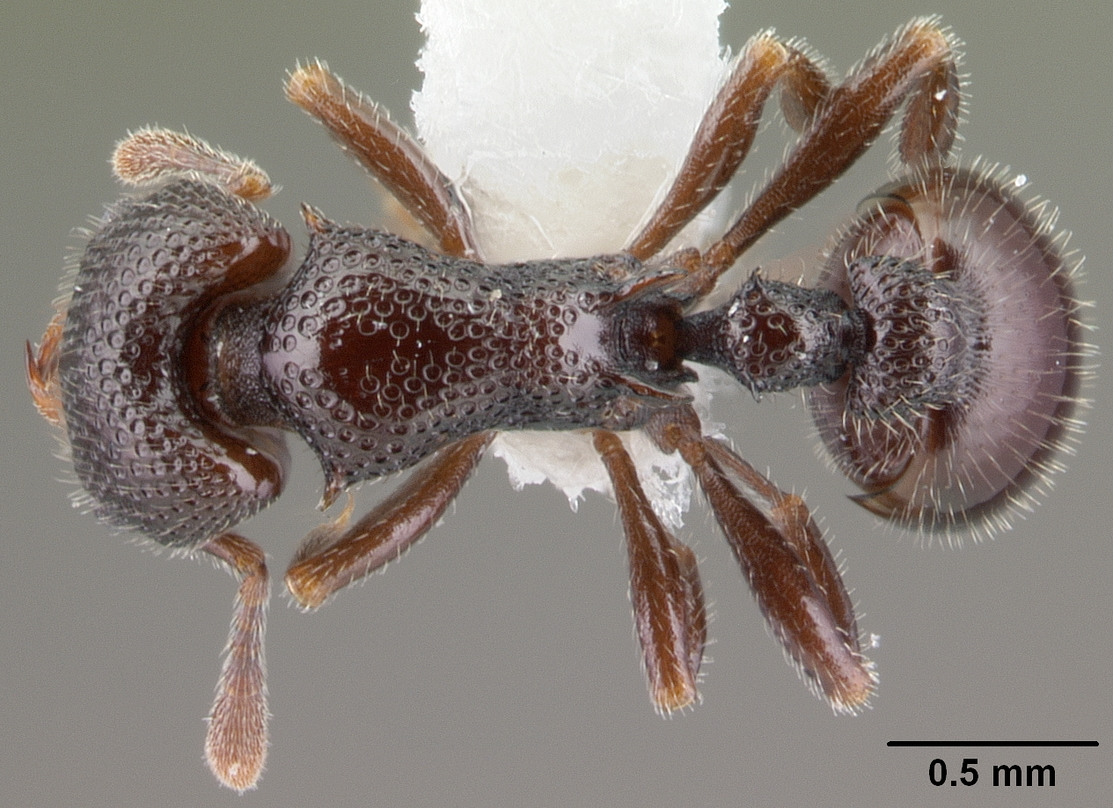
Epopostruma natalae

Epopostruma (лат.) — род тропических муравьёв трибы Attini из подсемейства Myrmicinae (ранее в составе трибы Dacetini). Эндемики Австралии.

## Распространение
Австралия.

## Описание
Мелкого размера муравьи, длиной около 3—4 мм. Голова сердцевидная с длинными линейной формы мандибулами, раскрывающимися на 170 градусов. Усики 6-члениковые, нижнечелюстные щупики из 5, а нижнегубные из 3 члеников. На переднем крае лабрума есть два триггерных волоска.
Диплоидное число хромосом у Epopostruma sp. 2n = 20.

## Систематика
Первоначально род был описан в статусе подрода в составе рода Strumigenys. Оригинально было описано только 3 вида, но в зависимости от таксономического объема теперь он содержит около 20—30 видов. Некоторые авторы рассматривали рода Colobostruma и Mesostruma в качестве младших синонимов рода Epopostruma (Baroni Urbani & De Andrade, 1994; 2007). Более ста лет род Epopostruma все систематики включали в состав трибы Dacetini. В 2014 году Epopostruma был включён в состав расширенной трибы Attini, где его выделяют в отдельную родовую группу Daceton genus-group, более близкую к муравьям-грибководами из Attini s.str. (в старом узком составе).
- Epopostruma alata Shattuck, 2000 — Тасмания
- Epopostruma angela Shattuck, 2000
- Epopostruma angulata Shattuck, 2000
- Epopostruma areosylva Shattuck, 2000
- Epopostruma avicula Shattuck, 2000
- Epopostruma curiosa Shattuck, 2000
- Epopostruma frosti (Brown, 1948) (=Hexadaceton frosti)[5]
- Epopostruma infuscocephala Shattuck, 2000
- Epopostruma kangarooensis Shattuck, 2000
- Epopostruma lattini Shattuck, 2000
- Epopostruma mercurii Shattuck, 2000
- Epopostruma monstrosa Viehmeyer, 1925[6]
- Epopostruma natalae Shattuck, 2000
- Epopostruma quadrispinosa Forel, 1895 typus (=Strumigenys (Epopostruma) quadrispinosa)[1][7]
- Epopostruma sowestensis Shattuck, 2000
- Epopostruma terrula Shattuck, 2000
- Epopostruma vitta Shattuck, 2000
- Epopostruma wardi Shattuck, 2000